# Sa Roqueta
La playa Sa Roqueta es una playa que está situada en la isla de Formentera, en la comunidad autónoma de las Islas Baleares, España.